# Jugend ohne Gott (2017)
Jugend ohne Gott ist ein deutsches Filmdrama von Alain Gsponer, das auf dem Roman Jugend ohne Gott von Ödön von Horváth basiert und am 31. August 2017 in die deutschen Kinos kam.

## Handlung
Bei einem jährlich stattfindenden Assessment-Camp versuchen die Besten einer Abschlussklasse, einen der begehrten Plätze an den fünf weltweit existierenden Rowald-Universitäten zu ergattern, einer Elitehochschule. Die jugendliche Elite, Kinder reicher Eltern, wurden in das Camp geschickt, um dort Leistungspunkte zu sammeln und sich gegen Konkurrenten durchzusetzen. Allen Teilnehmern an dem Auswahlwettbewerb wird ein Sender unter die Haut implantiert, damit sie bei Geländespielen auf dem weiträumigen Areal des Camps jederzeit lokalisiert werden können. Die Schüler werden vor „Illegalen“ gewarnt, welche die ihnen zugewiesenen Zonen verlassen haben und von den Schülern gemeldet werden sollen.
Der einzelgängerische Zach hat kein wirkliches Interesse an dem Wettbewerb. Sein Vater hat sich kürzlich das Leben genommen, worunter Zach sehr leidet. Dazu kommt, dass seine Mitschüler dafür gesorgt haben, dass ihr Klassenkamerad Wladim zugunsten Bernards plötzlich nicht mit ins Camp fahren darf, was Zach nicht gerecht findet. In einem Tagebuch hält Zach all seine Gedanken fest, den Mitstreitern gegenüber ist er verschlossen. Auch deswegen fühlt sich die sehr ambitionierte Nadesh von ihm fasziniert und angezogen.
Im Wald trifft Zach auf die geheimnisvolle Ewa, die dort mit anderen Illegalen lebt und sich mit Diebstählen über Wasser hält. Ihre Bekanntschaft widerspricht allen Regeln und ist für beide mit der Gefahr der Entdeckung verbunden; dennoch verlieben sie sich ineinander und beginnen ein Verhältnis. Nadesh entdeckt sie zufällig, verrät Zach aber zunächst nicht. Sie beginnt jedoch, sein Tagebuch zu lesen. Als Zach sie dabei erwischt, eskaliert die Situation, und beide müssen sich vor der Psychologin des Camps verantworten.
Als Zachs Tagebuch gestohlen wird, glaubt er, dass Nadesh es war, und prügelt sich mit ihr. Zach muss das Camp verlassen, wartet aber nicht auf den Helikopter, der ihn abholen soll, sondern geht in den Wald zu Ewa. Er schneidet seinen Sender aus der Haut und will mit den Illegalen im Wald leben. Nadesh sieht die beiden, und es kommt zu einer Auseinandersetzung, bei der Nadesh mit einem Stein den Kopf Zachs trifft, der daraufhin bewusstlos einen Abhang hinunterstürzt. Titus, der bei den Aufgaben im Camp bereits Ronen und Nadesh gefährdet hat, beobachtet die Szene. Als Nadesh ihn um Hilfe für Zach bittet, schlägt er sie mit einem Stein zunächst zu Boden, bevor er ihr den Schädel zertrümmert. Als Zach erwacht, sitzt Ewa neben Nadeshs Leiche. Sie sagt nichts und läuft davon, als Zach die Leiche wegschleift.
Als er wieder im Camp ist, zeigt die Polizei Zach ein Video, auf dem Ewa als dringend Tatverdächtige verhaftet wird, und fragt Zach, ob er sie kenne. Er gesteht den Mord, da er davon ausgeht, dass Ewa es war, und er sie schützen will. Die Indizien sprechen für Ewa als Täterin. Der Lehrer besucht Zach in der U-Haft und gesteht, das Tagebuch gestohlen zu haben. „Sie sind ja noch erbärmlicher, als ich dachte“, sagt Zach, was den Lehrer sehr bewegt.
Bei der Gerichtsverhandlung gibt Ewa an, dass noch ein Junge im Wald aufgetaucht sei, der Nadesh getötet habe. Als die Richterin sie fragt, warum Zach sie schütze, sagt Ewa, dass er sie wohl liebe – sie ihn aber nicht. Danach endet der erste Verhandlungstag. Die Psychologin lädt den Lehrer in eine Kneipe und dann zu sich ein. Nach dem Sex liest der Lehrer im Tagebuch und bricht mit seinen bisherigen, an die gesellschaftlichen Erwartungen angepassten Wertvorstellungen. Am nächsten Verhandlungstag gesteht er daher, das Tagebuch an sich genommen zu haben, da er so Zach habe besser verstehen wollen, um ihm zu helfen (die gleiche Begründung, die Nadesh ihm gegenüber für das Lesen im Tagebuch angegeben hatte). Der Lehrer muss die Schule und das Wohnviertel der Elite verlassen.
In seinem neuen Beruf als Fensterputzer trifft er den ehemaligen Camptechniker, dessen Stelle entfallen ist, als das Camp wegen der Vorfälle umstrukturiert wurde. Er erzählt, dass jemand das Ortungssystem manipuliert habe, während Nadesh getötet wurde. Der Lehrer kommt dahinter, dass der gefühlskalte Schüler Titus der Täter sein muss und sucht diesen auf. Titus hat beim Frühstück, bei dem seine Mutter nur telefoniert und ihn keines Blickes würdigt, im Fernsehen von Ewas Verurteilung erfahren. Der Lehrer konfrontiert ihn mit seinem Verdacht. Titus zeigt sich zunächst unbeeindruckt, aber als ihn der Lehrer umarmt und nicht loslässt, lässt er seinen unterdrückten Emotionen freien Lauf. Kurz nach dem Lehrer verlässt Titus’ Mutter das Haus – erneut ohne Titus zu beachten, der immer noch von den Emotionen mitgenommen ist.
Die Polizei holt den Lehrer am nächsten Tag aus dem Bett, da Titus sich das Leben genommen hat und eine Notiz auf seinem Diplom, das ihn als einer der drei besten Schüler des Landes auszeichnet, hinterlassen hat: „Fragt den Lehrer. Er kennt die Wahrheit.“ Ewa wird freigelassen und von Zach abgeholt. Sie gehen zusammen glücklich davon.

## Produktion

### Literarische Vorlage
Der Film entstand auf Grundlage des Romans Jugend ohne Gott des österreichisch-ungarischen Schriftstellers Ödön von Horváth. Dieser wurde 1937 veröffentlicht, und der Stoff diente bereits mehrfach als Vorlage für Filme. In dem Roman wird einem Lehrer „Humanitätsduselei“ vorgeworfen, und er wird bei der Schulleitung diskreditiert, weil er einen Schüler darauf hingewiesen hat, dass auch Schwarze Menschen sind.

### Stab und Finanzierung
Die Regie übernahm der Schweizer Alain Gsponer, der zuvor für die Filme Lila, Lila (2009) und Heidi (2015) in dieser Funktion tätig war. Das Drehbuch stammt von Alexander Buresch und Matthias Pacht.
Der Film ist eine Produktion der die film gmbh in Koproduktion mit Constantin Film. Als Produzenten fungierten Uli Aselmann und Sophia Aldenhoven. Von den vom FilmFernsehFonds Bayern im Jahr 2015 geförderten Projekten erhielt der Film mit einer Million Euro die höchste Fördersumme. Der Deutsche Filmförderfonds steuerte 800.000 Euro bei. Weitere Förderungen erhielt der Film von HessenInvest Film und von der FFA.

### Aufbau und Besetzung

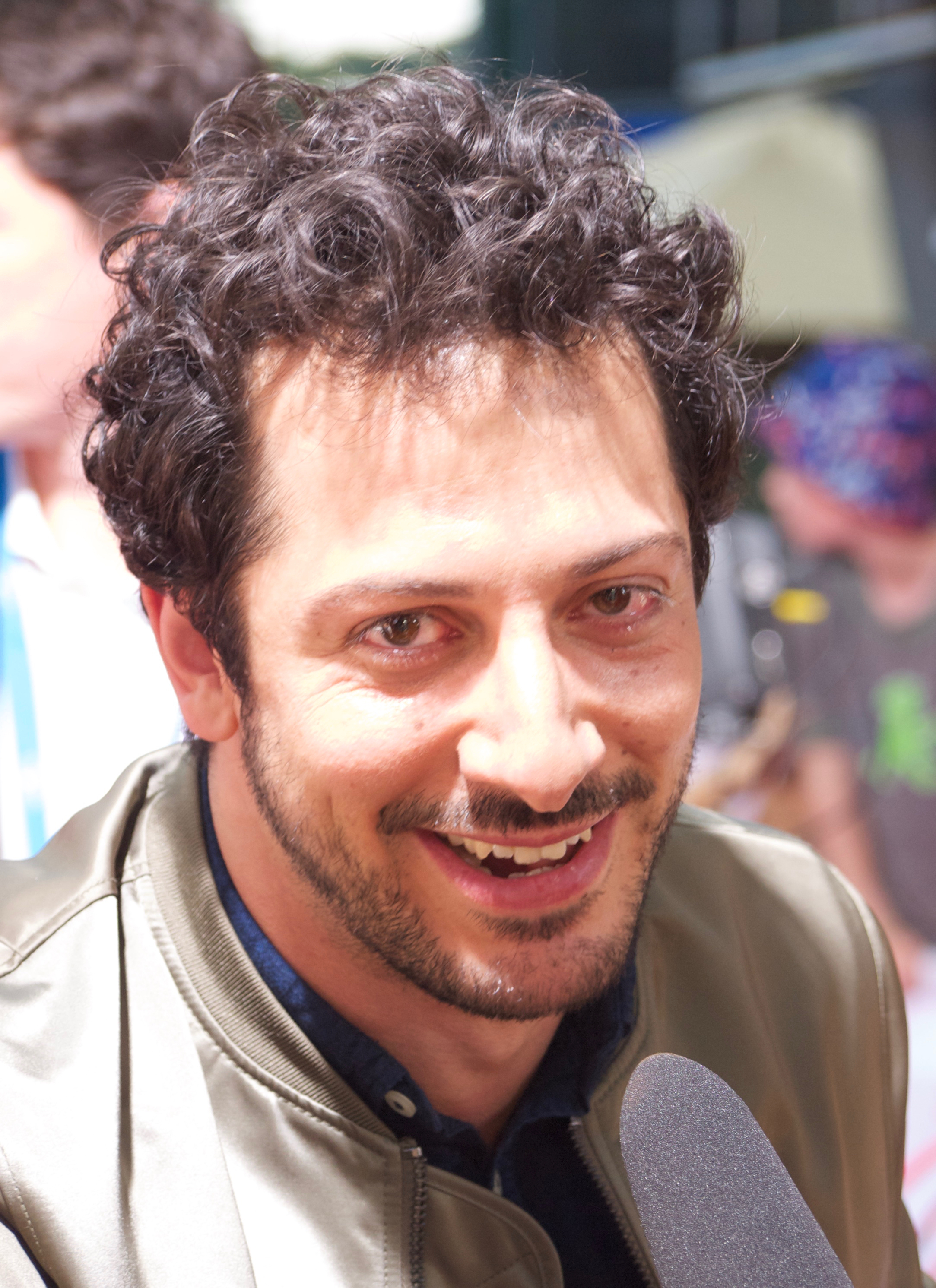
Fahri Yardım spielt im Film einen Lehrer, der seine eigenen Wertvorstellungen überdenkt

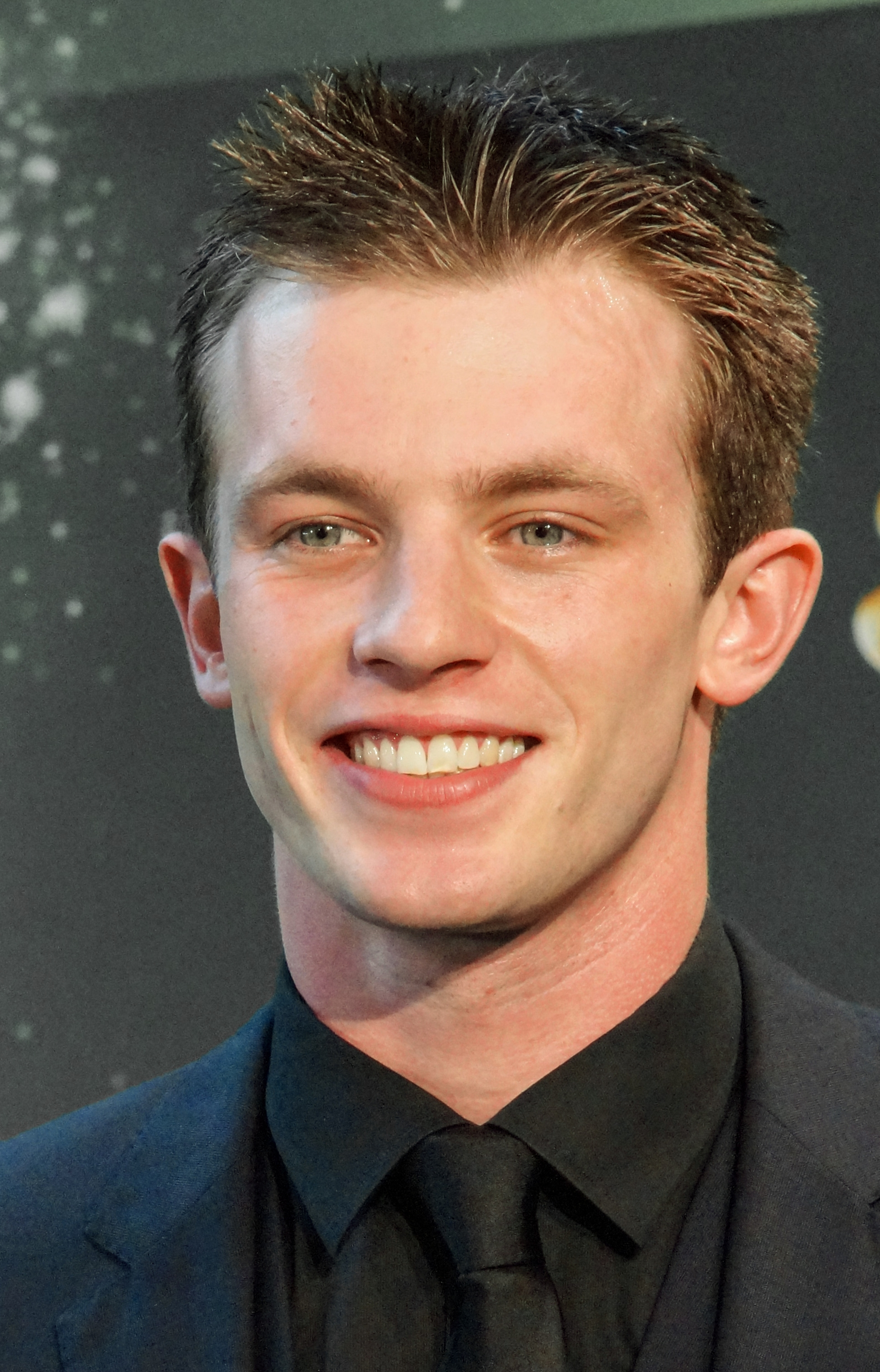
Jannis Niewöhner spielt den Schüler Zach

Um den Stoff für Jugendliche interessant zu machen, hat man ihn für den Film in die nahe Zukunft versetzt: „Statt des Faschismus herrscht in unserem Film eine starke Gewinner-Verlierer-Gesellschaft. Die, die in der Gesellschaft oben sind, stehen in einem harten Konkurrenzkampf“, sagte Gsponer. Weiter erklärte der Regisseur in einem Interview mit der Aargauer Zeitung, warum seine filmische Adaption des Romans in der Zukunft spielt: „Wir haben lange recherchiert, bevor wir zu diesem Entschluss gekommen sind. Wichtig in diesem Prozess war, von Jugendlichen direktes Feedback zur Geschichte zu erhalten. Ich habe dazu eine Schulklasse befragt, die den Roman im Unterricht lesen musste. […] Es galt herauszufinden, von welchen Aspekten der Geschichte sie sich angesprochen fühlen. […] Im Gegensatz zum faschistischen System bei Horvath sind es heute die sozialen Medien und der durch sie entstandene Konkurrenzkampf, der die Jugendlichen beeinflusst.“ Zur Erklärung, warum sich Yardim in der Rolle des Lehrers in seinem Film nicht so sehr mit Gott auseinandersetzt wie in der literarischen Vorlage, sagte Gsponer: „Gott steht bei Horvath für Wahrheit, Werte und Liebe. Man könnte es also auch Jugend ohne Werte nennen. Die heutige Jugend kennt keine Werte mehr. Das war einer der Gründe, weshalb wir es anders interpretiert haben. Es geht nicht primär um das Gottlose, sondern um die Kritik an den fehlenden humanistischen Werten.“
Der Film erzählt die Geschichte hintereinander aus vier verschiedenen Perspektiven. Während im Buch der Lehrer der Protagonist ist, hat Gsponer versucht, für den Film einen anderen Ansatz zu finden: „Wir entschieden uns, die Jugendlichen besser in die Geschichte zu integrieren. Schliesslich sind auch sie unser Zielpublikum.“ Zu dem Ergebnis sagt die Deutsche Film- und Medienbewertung, Gsponer erzähle die Geschichte in mehreren Teilen jeweils aus der Perspektive eines der Protagonisten, sodass die Geschehnisse mehrfach, jeweils mit neuen, tieferen Bedeutungsebenen durchgespielt werden. Diese ungewöhnliche Erzählform sorge zuerst für Irritationen, doch spätestens nach der Hälfte des Films entwickele die Dramaturgie dann doch eine beachtliche Sogwirkung, und der Film entwickele sich zu einem spannenden Thriller. Die Perspektiven sind:
1. Nadesh – endet am Beginn der Auseinandersetzung zwischen ihr, Zach und Ewa
2. Zach – endet, als die Polizei Zach fragt, ob er Ewa kenne
3. Lehrer – endet, als er von der Manipulierung des Ortungssystems erfährt
4. Titus – endet, als seine Mutter das Haus verlässt

Anschließend werden die Abholung des Lehrers aus dessen Perspektive sowie die Entlassungs Ewas aus Zachs Sicht geschildert.
Fahri Yardım spielt die Hauptrolle des Lehrers. Anna Maria Mühe ist in dem Film als Psychologin Loreen zu sehen, die die Schüler im Camp betreut. Jannis Niewöhner übernahm mit Zach im Film eine zentrale Rolle. Alicia von Rittberg spielt Nadesh, Emilia Schüle ihre Rivalin Ewa, die alleine in den Wäldern lebt. Jannik Schümann (Titus), Livia Matthes (Samira), Genet Zegay (Suri), Damian Thüne (Wladim) und David Meier (Ronen) verkörpern weitere Campteilnehmer.
Für die Dreharbeiten im Mai und Juni 2016 im Landkreis Garmisch-Partenkirchen konnten sich Interessierte für Kleinrollen bewerben.

### Dreharbeiten und Nachbearbeitung

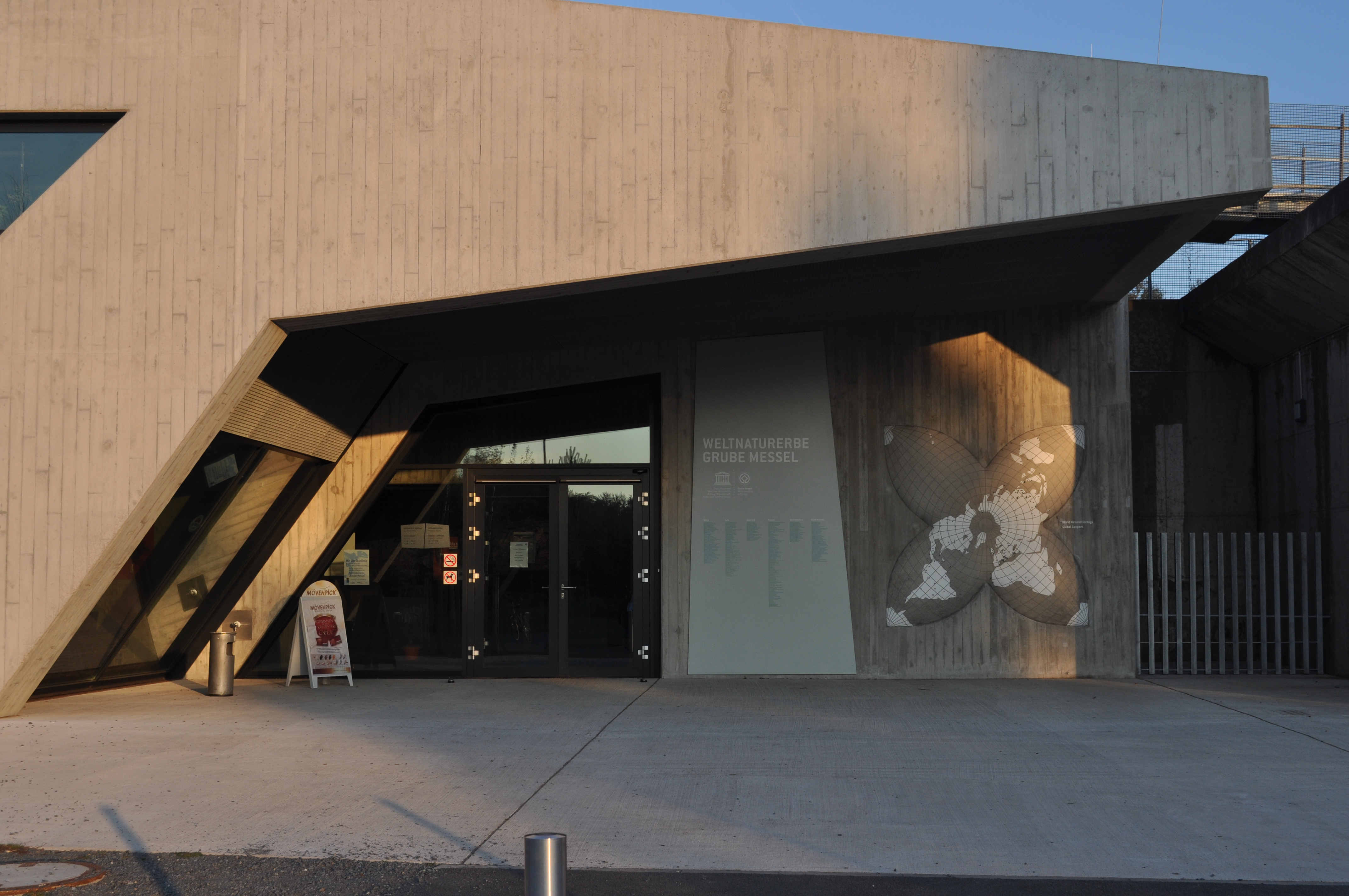
Das Besucher- und Informationszentrum der Grube Messel

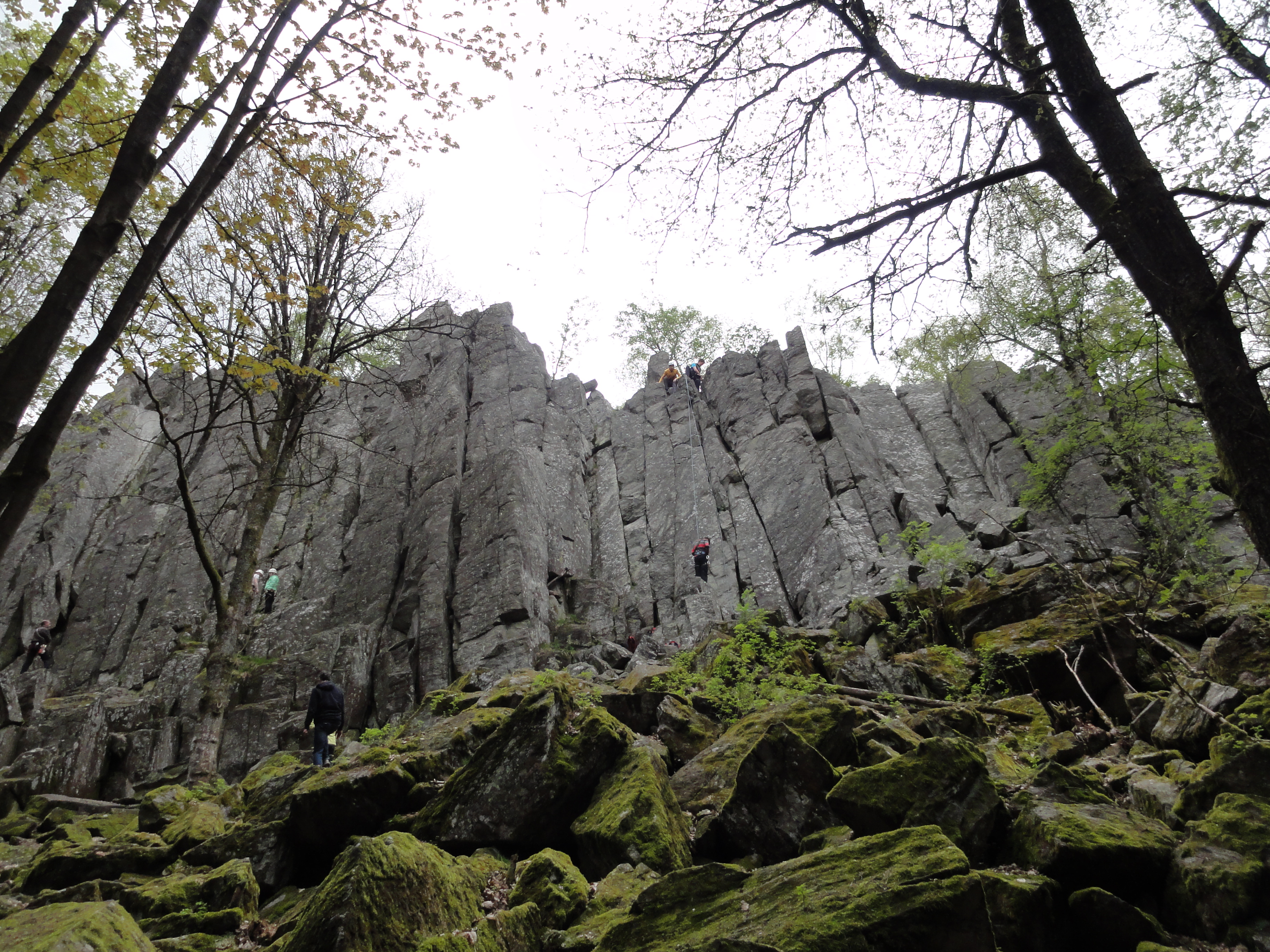
Steinwand in der Nähe von Poppenhausen

Die Dreharbeiten begannen im April 2016. Im Mai und Juni 2016 fanden Filmaufnahmen im Landkreis Garmisch-Partenkirchen statt. Die Szenen, in denen sich die Schüler im Film für das Camp anmelden und ihre elektronischen Geräte abgeben müssen, wurden am 13. und 14. Juni 2016 im Besucherzentrum des UNESCO-Welterbes Grube Messel gedreht, das aus grauen, harten Betonwänden besteht. „Die Architektur ist der Grund, weshalb wir hier drehen. Sie hat etwas Offenes, aber auch Brachiales“, erklärt der Regisseur. Das Besucherzentrum wurde noch digital bearbeitet, wodurch rechts und links von dem Gebäude ein Zaun zu sehen ist, der das Camp begrenzt. Weitere Drehorte in Hessen waren einige Hochhäuser in Frankfurt am Main, das Kongresszentrum in Darmstadt und Kletterfelsen der Steinwand in der Nähe von Poppenhausen. Die Dreharbeiten dauerten insgesamt zwei Monate.

### Marketing und Veröffentlichung
Ende April 2017 wurde ein erster Trailer zum Film veröffentlicht. Der Film feierte am 21. August 2017 im Münchner Mathäser-Filmpalast seine Premiere und wurde Tags darauf in Berlin vorgestellt. Am 31. August 2017 kam der Film in die deutschen Kinos, die Veröffentlichung auf DVD und Blu-ray Disc startete am 8. Februar 2018. Eine Veröffentlichung auf Prime Video ist am 14. März 2021 geplant.

## Rezeption

### Altersfreigabe
In Deutschland ist der Film FSK 12. In der Freigabebegründung heißt es: „Der Film ist jugendaffin erzählt und bietet in den wenigen moralisch aufrechten Protagonisten starke Identifikationsfiguren. Zwar können Intensität und Dramatik des Geschehens Kinder unter 12 Jahren emotional überfordern, doch bereits 12-Jährige sind in der Lage, die düstere Atmosphäre und die Spannungssequenzen in den Kontext einzuordnen, zumal die zentralen Fragen und Konflikte letztlich gelöst werden. Die genannte Altersgruppe kann sich ausreichend distanzieren, um sich eigenständig mit den ethischen Fragen des Films auseinanderzusetzen und das Gesehene zu verarbeiten. So fordert der Film sie zwar, überfordert sie aber nicht.“

### Kritiken und Einsatz im Schulunterricht
Von der Deutschen Film- und Medienbewertung wurde Jugend ohne Gott mit dem Prädikat Besonders wertvoll versehen. Im Pressetext heißt es dort: „Die Kulisse des hermetisch abgeschlossenen Camps zwischen Bergen und Wäldern liefert mithilfe der Kamera von Frank Lamm großartige Bilder, dazu kommt eine authentisch konstruierte Stadtkulisse der Zukunft, die auch im Hier und Jetzt verortet sein könnte und dadurch gespenstisch nah wirkt. Genau wie Farb- und Lichtsetzung unterstreicht auch die Musik kongenial die Atmosphäre der permanenten Bedrohung.“
Alexandra Seibel vom Kurier kritisierte den geringen Bezug zur Buchvorlage und charakterisierte den Film als „ein glattes Jugenddrama, dessen autoritätskritischer Inhalt sich wahnsinnig wichtig nimmt und an der eigenen Aufgeblasenheit begeistert. […] Kein Dystopie-Klischee bleibt unberührt: Stereotyp prallen die Jugendlichen als Streber, Rebellen oder Mitläufer aufeinander.“
Corina Gall von der Aargauer Zeitung erklärt in Bezug auf die Verlagerung der Geschichte in die Zukunft, die Handlung des Films lehne sich zwar stark an jene des Buches an, dieser versäume es jedoch, auf die aktuelle Problematik von Rassismus und Diskriminierung aufmerksam zu machen, obwohl das Buch eigentlich die perfekte Vorlage biete.
Im Frühjahr 2019 wurde der Film im Rahmen der SchulKinoWochen in Baden-Württemberg und Nordrhein-Westfalen vorgestellt.

### Auszeichnungen
Der Film befand sich in der Vorauswahl der Verleihung des Deutschen Filmmusikpreises 2018. Im Folgenden weitere Auszeichnungen und Nominierungen.
Deutscher Filmpreis 2018
- Nominierung für das Beste Szenenbild (Erwin Prib)[24]

Jupiter Award 2018
- Nominierung als Beste Schauspielerin national (Emilia Schüle)[25]

Bambi-Verleihung 2017
- Nominierung als Bester Schauspieler national (Jannis Niewöhner, auch für Maximilian – Das Spiel von Macht und Liebe)

Bayerischer Filmpreis 2016
- Auszeichnung als Bester Nachwuchsdarsteller (Jannis Niewöhner, auch für Jonathan)[26]

New Stars @ Deutscher Filmball
- Auszeichnung als Bester Nachwuchsschauspieler (Jannik Schümann)[27]

Civis – Europas Medienpreis für Integration 2018
- CIVIS Kinopreis für Europäische Spielfilme im deutschen Kino[28]